# Thunderstone (album)
Thunderstone è l'album di debutto dell'omonimo gruppo musicale power metal finlandese.

## Tracce
1. Let the Demons Free – 3:59
2. Virus – 4:49
3. World's Cry – 4:20
4. Me, My Enemy – 3:41
5. Will to Power – 8:33
6. Weak – 3:10
7. Eyes of a Stranger – 5:23
8. Like Father, Like Son – 5:35
9. Voice in a Dream – 4:39
10. Spread My Wings – 5:17
11. Wasted Years (Bonus track) (Cover degli Iron Maiden) – 5:30
12. Diamonds and Rust (Bonus track) (Cover dei Judas Priest)

## Formazione
- Pasi Rantanen - voce
- Nino Laurenne - chitarra, backing vocals
- Titus Hjelm - basso, backing vocals
- Kari Tornack - tastiere
- Mirka Rantanen - batteria

### Ospiti
- Timo Tolkki - chitarra in Like Father, Like Son